# 普魯恰伊
50°40′29″N 32°43′42″E / 50.67472°N 32.72833°E
普魯恰伊（烏克蘭語：Пручаї），是烏克蘭的村落，位於該國北部切爾尼戈夫州，由普里盧基區負責管轄，始建於1600年，面積0.48平方公里，海拔高度123米，2001年人口59，人口密度每平方公里122.2人。